# El Catllaràs
La Serra del Catllaràs o massís del Catllaràs o simplement el Catllaràs és una serra del nord de Catalunya situada als Prepirineus.
Inicialment es reconeixia com a Catllaràs únicament el vessant de La Pobla de Lillet, actualment és acceptat el conjunt com a serra del Catllaràs.

## Geografia
El Catllaràs es troba a les comarques del Berguedà i el Ripollès. S'estén entre la vall de Lillet, amb el riu Llobregat, riu Arija, torrent de Solls, i la riera Mergançol. Per l'est davalla per les serres de Montclús i de Serra Pigota, cap a l'Arija, prop de llur confluència amb el Llobregat, pel sud amb les clotades de La Clusa i del Clot de Mor, i per l'oest amb els Cingles de Malanyeu, i els cingles del Reu.
Tot el conjunt de la Serra del Catllaràs es troba a la conca del riu LLobregat, per sobre de l'embassament de la Baells. Amb tot, a causa de la natura calcària del sòl, una gran part de la circulació de les aigües és subterrània i provoca nombrosos fenòmens càrstics.
La part berguedana és íntegrament a l'alt Berguedà.
La major part de la serralada és espai natural protegit i forma part de l'Espai Natural d'Interès Nacional “Serra de Catllaràs”.

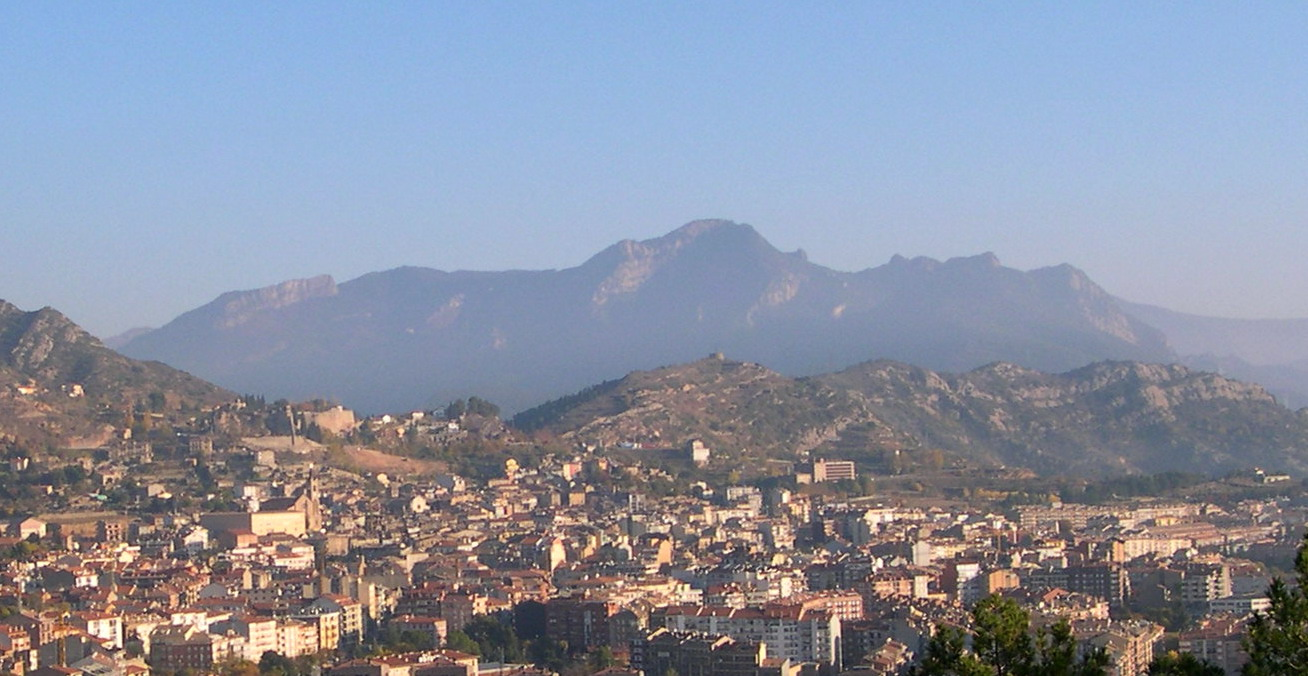
La serra del Catllaràs vista des de Berga. El cim més alt dels visibles és el Sobrepuny (1655 m).

## Geologia
La serra del Catllaràs és al front septentrional del gran sinclinori mesozoic de l'alt Berguedà, com un dels contraforts sud-orientals de les serres de Cadí-Moixeró, amb cims per sota dels 1.800 msnm.
Hi dominen les formes d'altiplà estructural damunt les calcàries de la carena i els contraforts meridionals (serra de Picamill, serra de puig Lluent i Serrat Negra), mentre que al vessant septentrional la conca del torrent de Regatell, fortament dissimètrica, assenyala els nivells lignitífers del Garumnià, de modelatge més suau.

### Altitud i cims
Cims més alts de la serra de Catllaràs
| Cims del massís                | Altura (msnm) |
| Serrat Negre                   | 1.779,3       |
| el Pedró                       | 1.764,6       |
| el cap de la Baga Alta         | 1.755,7       |
| el cap de la Baga de Fontanals | 1.742,5       |
| el roc de la Clusa             | 1.728,6       |
| Serrat de l'Amorriador         | 1.717,3       |

## Clima i vegetació
El clima es caracteritza per un règim de temperatures baixes al llarg de tot l'any i una notable pluviositat (més de 1.200 mm anuals); una gran part de les precipitacions són de neu, i als cims el període d'innivació s'allarga de novembre a abril.
La vegetació natural és molt abundant, la relativa alçada dels cims fa que els boscos arribin als cims formats per pinedes de pi roig (amb rouredes de roure martinenc a les solanes, i amb fagedes a les obagues), sempre acompanyats de boix, a les parts més altes també amb pi negre.
Alhora, afavoreix la presència de flora i fauna, de les quals destaquen algunes espècies protegides de gran valor per la seva raresa i vulnerabilitat com la flor de neu o els esclops (joia botànica que té les flors més grans de les orquídies europees), els isards, els cérvols i cabirols, el gall fer o el picot negre.

## Població i comunicacions
Els nuclis de població queden als laterals de la serra, però hi ha cases disseminades al conjunt del Catllaràs, si bé globalment la presència humana hi és escassa.
L'economia local es basa en el sector primari (ramaderia, silvicultura i caça) o terciari (turisme). Antigament hi havia grans explotacions mineres, bàsicament de carbó. Avui en dia en desús. Hi ha restes d'edificis, el més singular de tots és el Xalet del Catllaràs. Durant la primera meitat del segle XX s'explotaren mines de carbó a la serra del Catllaràs. Les principals mines es trobaven a:
- La Pobla de Lillet, on el carbó era transportat mitjançant telefèric fins a l'estació de La Pobla de Lillet, coneguda també com "l'empalme",[6] on era transferit al tren del ciment. Aquest carrilet transportava el carbó cap a la Fàbrica de Ciment Asland de Castellar de n'Hug, on era usat com a combustible.
- La Nou de Berguedà.

El conjunt de la serra és un obstacle per a les comunicacions; únicament pot ésser franquejada al llarg de l'any per les valls laterals.
Hi ha restes de castells medievals (castell de Roset i castell de Lillet), i les esglésies dels mateixos pobles o santuaris (Falgars, Els Oms i Lurda), destaca el Monestir de Santa Maria de Lillet amb l'Església de Sant Miquel, adjacent de planta rodona.
A les cingleres del Catllaràs hi ha vies d'escalada.
Senders presents a la serralada
- GR 4.
- GR 241. Sender de traçat circular amb recorregut bàsicament a la serra del Catllaràs.

També hi ha diferents recorreguts de curses, algunes de caràcter anual, fet que ha fomentat l'obertura d'alguns refugis aprofitant cases existents.

## Protecció
A l'any 1976 estava prevista la figura de parc del Catllaràs al “Pla provincial de Parcs Naturals de la Diputació de Barcelona”. Aquesta figura va estar en tràmit d'ordenació i d'inclusió al Catàleg Provincial de Parcs Naturals de la Diputació de Barcelona, aprovat el 21 de desembre de 1976. No es va completar mai.
A l'any 1992 la serra de Catllaràs va ser inclosa com a Espai d'interès natural dins del Pla d'Espais d'Interès Natural (PEIN) de Catalunya. Figura que es manté en l'actualitat.